# Espaillat
Espaillat és una província de la República Dominicana. Està dividida en 5 municipis sent la seva capital Moca. Ubicada en el nord-central en la regió de Cibao, limita al sud amb la província de La Vega; a l'oest amb Santiago i Puerto Plata; al nord-est amb María Trinidad Sánchez; i al nord amb l'Oceà Atlàntic. El seu nom prové d'Ulises Francisco Espaillat (1823–1878), escriptor del segle xix que fou President de la República el 1876.
Des del 20 de juny de 2006 la província està dividida en els següents municipals i districtes municipals:
- Cayetano Germosén
- Gaspar Hernández, districtes municipals: Joba Arriba, Veragua i Villa Magante
- Jamao al Norte
- Moca, districtes municipals: Canca La Reina, El Higüerito, José Contreras, Juan López, La Ortega, Las Lagunas i Monte de La Jagua
- San Víctor

Taula dels municipis amb la seva població estimada del 2014:
| Nom                       | Població total | Població urbana | Població rural |
| ------------------------- | -------------- | --------------- | -------------- |
| Cayetano Germosen         | 10.002         | 1.582           | 8.420          |
| Gaspar Hernández          | 45.202         | 15.089          | 30.113         |
| Jamao al Norte            | 19.652         | 7.111           | 12.541         |
| Moca                      | 186.225        | 162.093         | 24.132         |
| San Víctor                | 72.320         | 4.896           | 67.424         |
| Total província Espaillat | 333.401        | 190.771         | 142.630        |